# Jakob von Batrun
Jakob von Batrun (frz.: Jaques de Boutron; * vor 1244; † 1277) war ein Adliger in der Grafschaft Tripolis.
Er war ein jüngerer Sohn von Bohemund von Antiochia, Herr von Batrun, und dessen Gattin Isabella von Batrun. Sein älterer Bruder Wilhelm erbte 1244 die Herrschaft Batrun.
Jakob heiratete Clarence, die Tochter des Wilhelm von Hazart, Herr von Hazart und Konstabler von Antiochia. Mit ihr hatte er drei Kinder:
- Rudolf (Rostaing) († nach 1282), 1277 Herr von Batrun;
- Alix, ⚭ Wilhelm von Farabel, Herr von Le Puy, um 1282 Konstabler von Tripolis;
- Wilhelm.